# Oligia grisescens
Oligia grisescens is een vlinder uit de familie uilen (Noctuidae). De wetenschappelijke naam is voor het eerst geldig gepubliceerd in 1932 door Heydemann.
De soort komt voor in Europa.